# Mouilleron-le-Captif
Mouilleron-le-Captif ist eine französische Gemeinde mit 5.209 Einwohnern (Stand: 1. Januar 2022) im Département Vendée in der Region Pays de la Loire. Mouilleron-le-Captif gehört zum Arrondissement La Roche-sur-Yon und zum Kanton La Roche-sur-Yon-1. Die Einwohner werden Mouilleronnais genannt.

## Geographie
Umgeben wird Mouilleron-le-Captif von den Nachbargemeinden Le Poiré-sur-Vie im Norden und Nordwesten, Dompierre-sur-Yon im Nordosten, La Roche-sur-Yon im Osten und Süden, Venansault im Südwesten sowie La Genétouze im Westen. An der südwestlichen Gemeindegrenze verläuft das Flüsschen Ornay, das hier noch Guyon genannt wird.

## Bevölkerung
| 1962                       | 1968 | 1975 | 1982 | 1990 | 1999 | 2006 | 2011 | 2017 |
| 1014                       | 1124 | 1894 | 2927 | 3238 | 3493 | 4085 | 4723 | 4928 |
| Quellen: Cassini und INSEE |      |      |      |      |      |      |      |      |

## Sehenswürdigkeiten
- Vendéspace, Sportpalast (2009/10 erbaut, 2012 eröffnet) mit 21.000 m² Fläche und einem Fassungsvermögen zwischen 3.000 und 5.000 Zuschauern

## Sport
2016 findet hier im Vendéspace die Europameisterschaft im Badminton statt. Zudem ist Mouilleron-le-Captif seit 2013 Austragungsort eines Tennisturniers im Rahmen der ATP Challenger Tour.

## Gemeindepartnerschaften
Mouilleron-le-Captif pflegt eine Partnerschaft mit der deutschen Gemeinde Rommerskirchen in Nordrhein-Westfalen.

## Persönlichkeiten
- Thomas Voeckler (* 1979), Radrennfahrer (wohnt in Mouilleron-le-Captif)